# 紫色姐妹花
《紫色姐妹花》（英語：The Color Purple）是美國知名作家愛麗絲·沃克的書信小說，小說在1983年獲得普利策獎和國家圖書獎。小說日後被改編爲同名電影和音樂劇等。
故事主要發生在佐治亞州的鄉村地區，關注了三十年代南方黑人婦女生活，探討了一系列問題，包括她們極其卑賤的社會地位等。
這本小說常常成爲審查的對象，在美國圖書館協會2000-2009年名列百大最具挑戰性圖書，理由是言語過于直白，特別是與暴力有關。
這部作品在2003年英國廣播公司大閱讀（英語：The Big Read）活動中被票選為「最受喜愛的小說」之一。

## 内容梗概
小說的主人公、敘述人西麗是個窮苦、缺乏教育、14歲的黑人女孩，住在美國南方。她給上帝寫信，是因爲她所謂的父親阿方索對她施虐、強奸。阿方索已經使西麗懷孕過一次，生育了一個女孩。阿方索將女孩帶走。西麗又生了一個孩子，是個男孩，阿方索也將他拐走了。西麗患病的母親去世前在床邊不停咒罵。
西麗和她的小妹妹內蒂得知有個某某先生(Mr.___)想要迎娶內蒂。阿方索拒絕讓內蒂結婚，而是讓某某先生去娶西麗。某某先生需要有人來照顧孩子，管理家務，最終表示接受。家中的母親被一個戀人謀害，某某先生和孩子們都對西麗非常不好。然而，她最終將家務收拾乾淨，將孩子們照顧好。不久，內蒂從阿方索那裏逃跑，到西麗那裏避難。某某先生想要佔她便宜。西麗建議內蒂去一個黑人婦女那裏求助；這名婦女其實就是收養西麗女兒的人，她也是西麗看到的唯壹擁有自己財産的人。內蒂答應寫信後被迫離開。但西麗什麽消息也沒收到，認爲妹妹已經遭遇不幸。時間流逝，某某先生的孩子長大。哈潑是他們中唯壹提及名字的孩子，與一個任性的女孩索菲亞相戀。索菲亞懷上了哈潑的孩子，並不顧某某先生的反對，嫁給了哈潑。他倆不久就生了五個孩子。
西麗對索菲亞的反抗精神感到吃驚。哈潑較之父親來說相對溫和，覺得感到羞辱。西麗建議哈潑不要強逼索菲亞；她告訴哈潑索菲亞愛她，承認自己不過是出于恐懼而屈從於某某先生淫威。哈潑暫時性地表示緩和，但很快故技重演。出於嫉妒，西麗讓哈潑打索菲亞，然而索菲亞還擊，重傷哈潑。索菲亞隨後找到西麗，西麗道歉，並告訴了她在某某先生手下經歷的不幸。她也考慮了索菲亞提出的反抗某某先生淫威的建議。
莎格·艾弗裏(Shug Avery)是名酒廊歌女，某某先生的情婦。生病後，某某先生將她帶回家。西麗對莎格的照片感到著迷，但某某先生的父親對此不滿，指出莎格有三個非婚生孩子。某某先生驕傲地稱他知道三個孩子都有一個父親，暗示這人就是他自己。西麗往水裏吐唾沫，某某先生的父親喝了後惡心離開。莎格起先對西麗粗暴，但隨後倆人成爲朋友。西麗發現自己對莎格著迷。
由于無法忍受哈潑的得寸進尺，索菲亞帶著孩子離開。幾個月，哈潑在莎格唱歌的地方開了個小酒吧。莎格得知西麗被虐待的事情，倆人關係更加親密。索菲亞回來探訪，與哈潑的新女友吱吱叫(Squeak)扭打，將後者的牙齒打了出來。一天在鎮子上，市長的妻子米莉讓索菲亞做她的傭人。索菲亞厲聲拒絕。市長因她“不順服”扇她耳光，索菲亞還擊，被關入監獄，判刑十二年。吱吱叫是個混血兒，是警長霍奇的私生侄女。她試圖訛詐警長以求得索菲亞的釋放，結果自己被強奸。吱吱叫照顧索菲亞的孩子，倆人成爲朋友。索菲亞在六個月後被釋放，爲米莉夫人幹活，並對此十分厭惡。
雖然剛剛結婚，莎格對西麗進行性挑逗。一天晚上，莎格問起西麗的妹妹，並幫助她找到信件。原來某某先生將信件藏匿許久。从信中得知，內蒂與壹對傳教夫婦塞缪爾和科林成爲朋友，並與他們一道前往非洲傳教。塞缪爾和科林無意中收養了西麗的兒女，亞當和奧利維亞。科林發現孩子們與內蒂相仿，猜想塞缪爾是他們的父親。出于懷疑，科林對內蒂的活動作出了限制。科林患病。內蒂向塞缪爾請求收養奧利維亞和亞當。意識到他們是西麗的孩子，內蒂得知阿方索是她和西麗的繼父。他們的生父是個店主，因生意興隆而遭白人嫉妒，被處以私刑。她也了解到母親深受打擊，阿方索佔了便宜，霸佔了財産。內蒂向塞缪爾和科林承認自己是孩子們的姨姨。病重的科林拒絕相信，內蒂提醒店中与西麗的偶遇。之後，科林去世，承認了內蒂。同時，西麗到訪阿方索，證實了內蒂的故事。西麗開始有些動搖。莎格則給出了自己獨特的哲學理念。
西麗不再忍耐丈夫的虐待，決定和莎格、吱吱叫一道離開某某先生，想要去追求音樂事業。西麗上了車，並咒罵某某先生。西麗去了田納西，做了裁縫。西麗得知某某先生過的十分不好，並有所改變。他准許西麗叫他的名字艾伯特(Albert)。艾伯特提出二人“在肉體和精神上”結合，但西麗表示拒絕。阿方索意外去世，西麗繼承了財産，回到了兒時的家。此時，莎格與戲班成員傑曼(Germaine)相戀，消息打擊了西麗。莎格與傑曼壹同旅行，同時給西麗寫明信片。西麗則答應會愛著莎格，無論後者態度如何。同時，內蒂和塞缪爾結婚，准備回國。在離開前，亞當與黑人女孩塔什(Tashi)結婚。根據非洲傳統，塔什接受了痛苦女性割禮和面部刺青。爲了團結，亞當也接受了同樣的面部刺青。
正當西麗活得自在時，莎格結束了與傑曼的感情，回到了西麗的身邊。小說末了，內蒂、塞缪爾、奧利維亞、亞當和塔什來到西麗的家。內蒂和西麗在分隔三十年後再度相擁。他們彼此介紹，故事結束。

## 主題

### 種族主義和性別歧視
故事中的所有施虐者都沒有所謂惡魔般的態度，不是傳統意義上的單純邪惡。暴力使用者自己也是受害者，常常進行性別歧視、持種族主義立場、作風家長式。在小說中，哈潑學他爸爸打索菲亞，是因爲索菲亞反抗，讓自己不像個大爺。雖然某某先生對西麗大打出手，但西麗讓哈潑打索菲亞是因爲她嫉妒索菲亞的氣魄和自信。

### 對傳統性別角色的挑戰
故事中許多人物都打破了傳統男女性別角色的界限。索菲亞的魄力和唐突，莎格的性別自信，哈潑的不安全感都與人物性別不相符。這種性別特性的混淆使得問題暧昧模糊，正如我們所看到西麗與莎格之間的關係。對性別角色的衝突有時會産生問題。哈潑對自己男子氣概的不安全感導致婚姻問題，讓他去毆打索菲亞。同樣，莎格的自信、對男性掌控的反抗也給自己帶來了麻煩。在小說中，沃克希望突出性別不是像我們想象的那樣簡單。她的小說否定了我們所理解的傳統，所理解的男男女女。在小說中，黑人女性的自信與男性對氣概的探索形成了對比。黑人女性的觀念集中于丈夫是否照料妻子和家庭。男子的標准角色也是他們壓迫的根源。因此，如果黑人男性沒有滿足自己的角色任務，那麽女性也不會去滿足自己的角色，因爲該角色任務是以男性能力爲基礎的。

### 信件
愛麗絲·沃克通過寫信的形式來凸顯交流的力量。西麗給上帝寫信，爾後給內蒂寫信，象征著西麗獨有的聲音，並在信件中吐露真情實意。這些信件是十分私密的，使得她可以盡情表白。在起先，當她給上帝寫信是，這些信件極其私密，不向外人透露。信件是她唯壹可以表述自己在被虐待時的感受和絕望。之後，從內蒂來的信件給予她希望，是她相信自己有壹天可以和妹妹團圓。
西麗給上帝寫信是因爲無人聽她傾訴。她給妹妹寫信是因爲自己生上帝的氣，對自己的遭遇和他人的不幸表達不滿。她問上帝這是“爲什麽”，但得不到回答。最後的信件是寫給所有人的，包括她與上帝的和解；故事最終以圓滿結束。

## 人物分析

### 西麗
西麗是小說的主人公，被男性蹂躏了壹輩子。她在青春期時被“父親”強奸，生育兩個孩子。她的“父親”送走了孩子，讓她與某某先生結婚，而後者與莎格是戀人。莎格與某某先生和西麗同居，與西麗發生關係。莎格對主人公有很深的影響，西麗效法莎格，接受她的思想，並最終使她走向人生的獨立。莎格不單單影響了西麗，並展示了他人所無法認同的生活方式，對信仰和觀念的理解，拓寬了西麗的思維和視野。是莎格把西麗從某某先生的控制下解脫出來，幫助她從事裁縫生意。從莎格那裏，西麗得知艾伯特藏匿妹妹內蒂的來信。這些富有哲理、觀察的來信深深觸動了西麗，揭示了即便是在非洲，婦女也被男性所深深地壓迫著。

### 內蒂
內蒂是西麗的小妹妹，西麗把她從悲慘的生活中解救了出來。由于內蒂比西麗好看，某某先生原本想娶內蒂爲妻。內蒂離家後向西麗求助，但由于某某先生想占她便宜，只得繼續逃跑，並答應給她寫信。內蒂被傳教夫婦塞缪爾和科林接納，他們前往非洲傳教。內蒂成爲傭人，常年給西麗寫信。科林去世後，內蒂嫁給塞缪爾，帶著西麗的孩子回國。在解釋自己的經歷後，內蒂鼓勵西麗笑面人生。內蒂發現，雖然在非洲沒有種族歧視，但是性別歧視依然存在。部落女性受到不平等對待，不允許接受教育。

### 莎格·艾弗裏
壹位性感的藍調歌手，某某先生的情婦，莎格成爲西麗的摯友、戀人。莎格成爲溫和的導師，幫助西麗成爲獨立、自信的女人。起初，莎格並不像個母性慈愛的人，但她在身心上幫助西麗。莎格幫助西麗找到被某某先生藏匿續集的信件。這使得西麗看到內蒂的來信，莎格給予西麗靈感和希望，讓西麗在最後看到壹切都會變好。

### 艾伯特(即某某先生 Mr.___ )
某某先生是西麗的丈夫，但最初他想要的是內蒂。某某先生和西麗父親壹樣虐待她，但她不明白自己無需盲從、逆來順受。某某先生利用西麗來照料孩子，由于孩子們不是親生的，這讓她十分痛苦。當莎格·艾弗裏出現後，某某先生把她當做情婦。雖然莎格充滿魅力，善于掌控，艾伯特開始善待西麗。在小說最後，艾伯特認識到自己的錯誤，希望與西麗成爲朋友。

## 改编作品

### 電影
- 《紫色姐妹花》（1985）
- 《紫色姐妹花》（2023）

### 音樂劇
- 《紫色姐妹花（英语：The Color Purple (musical)）》

## 抵制以色列
作爲抵制運動(BDS)的壹份子，作者在2012年拒絕小說在以色列出版。沃克是個堅定的巴勒斯坦支持者，對伊底圖書(Yediot Books)的信中稱以色列進行的“種族隔離”必須改變，否則小說不能出版。

## 脚注
1. 艾丽丝·沃克. . 由陶洁翻译. 花城出版社. 2023-03-01. ISBN 9787536098084 （中文（中国大陆））.
2. 愛麗絲·華克. . 由施寄青翻译. 大地出版社. 2003-06-05. ISBN 9789578290822 （中文（臺灣））.
3. ↑  "National Book Awards - 1983" （页面存档备份，存于）. National Book Foundation. Retrieved 2012-01-26. 
(With essays by Anna Clark and Tarayi Jones from the Awards 60-year anniversary blog.)
4. ↑  . American Library Association.   [January 2013]. （原始内容存档于2013-07-05）.
5. ↑  .   [April 12, 2012]. （原始内容存档于2016-11-20）.
6. ↑  "BBC – The Big Read" （页面存档备份，存于）. BBC. April 2003, Retrieved August 23, 2017
7. ↑  Edited by Dieke, Ikenna. Critical Essays on Alice Walker. Greenwood Press, 1979, p. 43.
8. ↑  Magill Book Reviews The Color Purple
9. ↑  Letter （页面存档备份，存于）  from Alice Walker to Publishers at Yediot Books
10. ↑  .   [2014-04-25]. （原始内容存档于2020-11-11）.
11. ↑  .   [2014-04-25]. （原始内容存档于2021-04-10）.